# Masquerade (film, 2021)
Pour les articles homonymes, voir Masquerade.
Pour plus de détails, voir Fiche technique et Distribution.
Masquerade est un thriller américain écrit et réalisé par Shane Dax Taylor, sorti le 30 juillet 2021 chez Shout! Studios.

## Synopsis
Une jeune fille tente survivre lorsque des intrus font irruption chez elle afin de voler les œuvres d'art de sa famille.

## Distribution
- Bella Thorne (VFB : Séverine Cayron) : Rose
- Alyvia Alyn Lind (VFB : Aaricia Dubois) : Casey
- Austin Nichols (VFB : Maxime Donnay) : Daniel
- Skyler Samuels (VFB : Audrey Devos) : la cambrioleuse
- Mircea Monroe (VFB : Delphine Moriau) : Olivia
- Ana Rodas : la nounou
- Joana Metrass (VFB : Myriem Akheddiou) : Sofia
- Michael Proctor (VFB : Simon Duprez) : Patrick

- Version française
  - Studio de doublage : Imagine 
  - Direction artistique : Aurélien Ringelheim
  - Adaptation : Lara Fitz